# Traçage (hydrogéologie)
Pour les articles homonymes, voir Traçage.

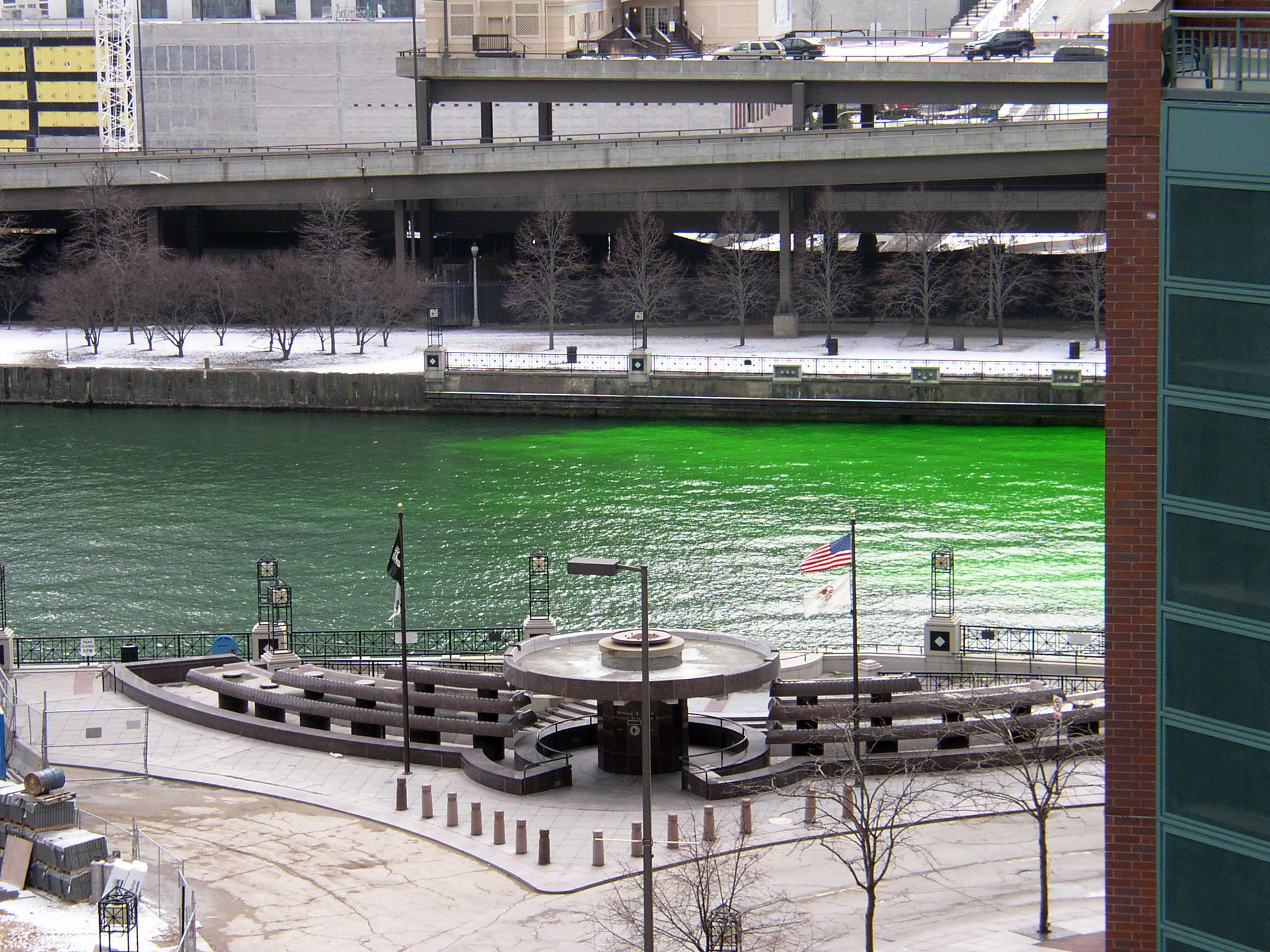
Fluorescéine dans la rivière Chicago pour la fête de la Saint-Patrick.

En hydrogéologie, le traçage constitue un outil précieux pour la détermination des systèmes d’écoulement et la caractérisation des processus de mobilité des solutés dans les eaux souterraines. Ceux-ci offrent la possibilité d'étudier sur l'objet lui-même certains aspects de l’écoulement et du transport en milieu souterrain.
L’eau est marquée à l’aide d’un traceur artificiel (tel que la rhodamine ou la fluorescéine) ou naturel (spores de lycopodium), ce qui permet de suivre et d’étudier son déplacement.
Un essai de traçage, en milieu souterrain, consiste donc à injecter un traceur en un point de
l’aquifère (perte, puits ou piézomètre) et à mesurer l'évolution de la concentration de ce traceur dans l'eau
en un point de prélèvement (puits, piézomètre, source, résurgence) au cours du temps.
La réalisation d’essais de traçage en eau souterraine permet, par exemple, d’acquérir les informations nécessaires pour :
- déterminer la vitesse d’écoulement de l’eau souterraine ou le temps de transfert d’un soluté entre deux points de l’aquifère ;
- évaluer les processus de mobilité de l’eau et des solutés au sein du milieu souterrain (advection, dispersion hydrodynamique, etc.) et quantifier les paramètres les gouvernant (porosité efficace, dispersivité longitudinale, etc.) ;
- vérifier ou mettre en évidence les liaisons hydrauliques entre différents points d’un milieu aquifère.

## Logiciels

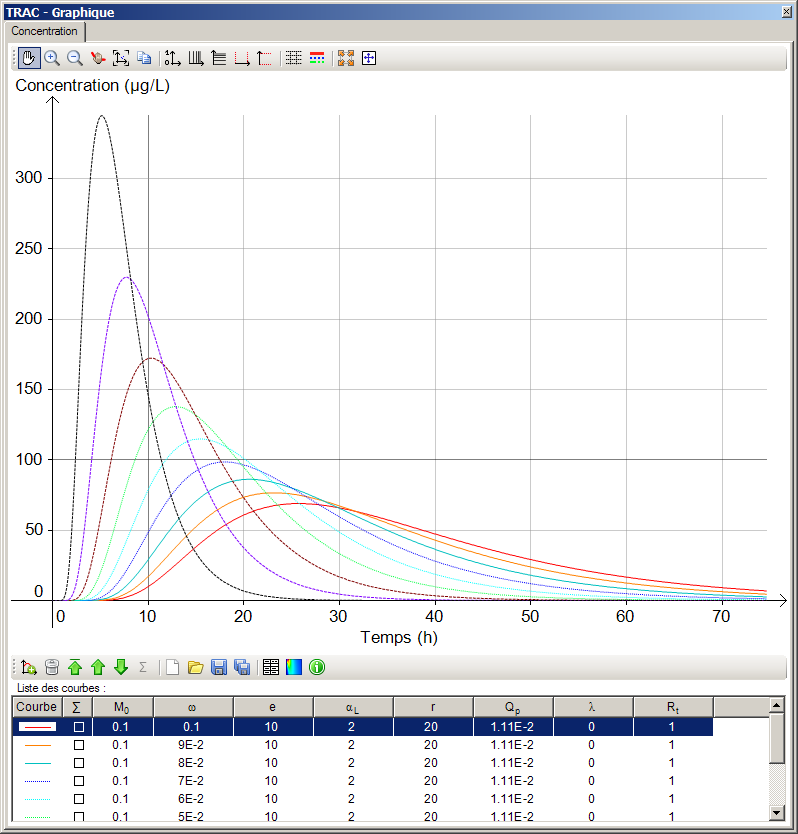
Simulation de courbe de restitution de traceurs avec le logiciel TRAC.

Les expériences de traçages en hydrogéologie peuvent être interprétées pour en déduire les caractéristiques hydrodispersives du milieu souterrain. L'utilisation de solutions analytiques basées sur l'équation d'advection-dispersion est fréquente pour interpréter de telles expériences de traçages.
Le logiciel TRAC, développé par le Bureau de recherches géologiques et minières français dans le cadre d'un projet de recherche est mis à disposition gratuitement à la communauté des hydrogéologues. Le logiciel permet de simuler le transport de soluté en milieux poreux, de dimensionner des expériences de traçages ou bien d'interpréter des traçages à l'aide de différentes solutions analytiques (12 disponibles) selon le contexte.

## Traçages remarquables
Une coloration accidentelle des pertes du Doubs, à l'aval de Pontarlier en 1901, a mis en évidence la sortie des eaux au niveau des sources de la Loue.  Le 11 août 1901, un incendie se déclare à la distillerie Pernod à la suite d'un orage.  Pour éviter une extension dramatique, les cuves remplies d'alcool sont déversées dans le Doubs.  Une odeur de pastis sera perceptible quelques jours plus tard dans la Loue.